# Віртуальний гурт

Віртуальний гурт Gorillaz під час живого виступу у 2018 році

У сфері розваг віртуальний гурт (також званий віртуальним ідолом, віртуальним співаком, віртуальною групою, мультиплікаційною групою, мультиплікаційним ідолом, мультяшним співаком або мультиплікаційним гуртом) — це гурт або музична група, учасники якої зображені не як фізичні музиканти, а як анімовані персонажі або віртуальні аватари. Музика записується (і, у випадку концертів, виконується) реальними музикантами та продюсерами, а будь-які носії, пов’язані з віртуальною групою, включаючи альбоми, відеокліпи та візуальну складову сценічних виступів, містять анімований склад; у багатьох випадках віртуальні учасники групи вважалися авторами та виконавцями пісень. Живі виступи можуть бути досить складними, вимагаючи ідеальної синхронізації між візуальними та звуковими компонентами шоу.
Термін віртуальний гурт був популяризований Gorillaz у 2000 році. Однак концепція віртуального гурту була вперше продемонстрована Елвін та бурундуки у 1958 році, коли їх творець Росс Багдасарян прискорив запис власного голосу, щоб досягти «голосу бурундука». Відтоді було багато віртуальних груп, які записували матеріал. Комп’ютерна анімація, традиційна анімація, а також мікшування та маніпуляції вокалом є загальними рисами.
Термін віртуальний ідол походить з Японії, де він сягає 1980-х років і має коріння в аніме та японській культурі ідолів. Серед популярних віртуальних ідолів — співачка Vocaloid Хацуне Міку та віртуальний ютубер Кізуна Ал.
Цей термін іноді плутають із музичними групами, які співпрацюють за допомогою Інтернету, членам яких не потрібно перебувати в одному фізичному місці для своєї роботи.

## Історія
Хоча на той час цей термін не був введений, Елвін та бурундуки були першим віртуальним гуртом, який отримав широку популярність. У центрі уваги Елвіна, двох його братів Саймона й Теодора та їхнього менеджера/батька Дейва Севілья їхні голоси створив Росс Багдасарян-старший, який прискорив запис свого голосу, щоб створити характерний звук; процес приніс йому дві Греммі в 1959 році за інженерну діяльність.